# Alžběta Dufková
Alžběta Dufková (* 19. dubna 1990 Brno) je česká plavkyně, několikanásobná mistryně České republiky, olympionička, reprezentantka v synchronizovaném plavání. K jejím úspěchům patří dvě sedmá místa na ME v plavání – v Berlíně (2014) a v Londýně (2016), účast na LOH v Pekingu, Londýně a Rio de Janeiru.

## Životopis
Alžběta Dufková se narodila 19. dubna 1990 v Brně. Ve čtyřech let ji rodiče Rostislav a Lenka Dufkovi zapsali do kroužku akvabel, aby se naučila plavat. Po ukončení základního vzdělání (ZŠ Merhautova, Brno), absolvovala francouzskou sekci Gymnázia Matyáše Lercha. Od dětských let závodila, byla úspěšná na mistrovství republiky. V patnácti letech se zúčastnila společně s partnerkou Terkou Ilkovou závodu „Commen Cup 2005“, v kategorii starší žákyně v Řecku, dívky zde obsadily šesté místo.
Značnou část své kariéry plavala za klub TJ Tesla Brno (1994-2018). Od roku 2018 závodila tři roky za SK Neptun Praha. Českou republiku reprezentovala pod společností Olymp Centrum sportu ministerstva vnitra (2006-2021).
Během své závodní kariéry vystudovala na Masarykově univerzitě obor Ruština se zaměřením na firemní praxi a cestovní ruch. Při studiu na vysoké škole působila v Brně, na bazénu Ponávka jako trenérka akvaerobiku a akvafitness. Ráda hraje na příčnou flétnu.
Má sestru Valentýnu (*1991) a bratra Kryštofa (*1993). Jejím přítelem je atlet, reprezentant ČR v desetiboji Marek Lukáš.

## Sportovní kariéra
Sportovní kariéru spojila s kolegyní ze stejného oddílu (TJ Tesla Brno), Soňou Bernardovou. V roce 2006 na mistrovství republiky skončila Soňa Bernardová v sóle první a Alžběta Dufková druhá. Bernardová plavala v té době pouze sólo a jako trenérka se věnovala týmu, ve kterém vynikala svou výkonností šestnáctiletá Alžběta. Záhy vznikla dvojice Bernardová – Dufková.
V roce 2018 přestoupila Alžběta Dufková do klubu SK Neptun Praha. Na mistrovství republiky získala čtyři zlaté medaile. Vyhrála v sólové kategorii a také v soutěži dvojic s novou partnerkou Vendulou Mazánkovou, několikanásobnou mistryně ČR, úspěšnou juniorskou reprezentantkou a účastnicí světových a evropských soutěží). 

### Plavání dueta
2006 –ME v plavání, Budapešť, 8. místo
2007 – MS v plavání, Melbourne, 13. místo
2008 – LOH Peking, 18. místo; ME v plavání, Eindhoven
2009 – MS v plavání, Řím
2010 – ME v plavání, 8. místo
2011 – MS v plavání, Šanghaj
2012 – LOH Londýn, 14. místo, ME v plavání, Eindhoven
2013 – MS v plavání, Barcelona
2014 – ME v plavání Berlín, 7. místo
2015 – MS v plavání, Kazaň
2016 – LOH Rio de Janeiro, 18. místo, ME v plavání, Londýn, 7. místo
2017 – MS v plavání, Budapešť
2018 – ME v plavání, Glasgow
2019 – MS v plavání, Gwanju, 16. místo
2021 – ME v plavání, Budapešť, 10. místo

### Plavání sólo
2007 – ME v plavání, 10. místo
2008 – ME v plavání, 12. místo; US Open, 2. místo
2018 – ME v plavání, Glasgow

## Tréninkové kempy
- USA: Sincro Mexico (Cancún Camp) trenéři: Tammy McGregor, Kristen Kremra, Yuka Nakanishi, Kim Probst, Stephan Miermont, Kimmberley McKinley,[11]
- Francie: Berangere Andres, Nahiad,[12]
- Itálie: Laura de Renzis, Francesca Gangemi,
- Ukrajina (Olga Pylypchuk, Marina Krikunova)